# 동양통신
동양통신(東洋通信, 1952년 4월 20일~1980년 12월 31일)은 1952년에 설립했다가 1980년에 폐사한 대한민국의 통신사(News Agency). 50-70년대 합동통신(合同通信)과 함께 양대 통신사로 활동하다가 1980년 언론통폐합으로 인하여 합동통신과의 합병에 의해 연합통신으로 통합되었다.7

## 개요
쌍용그룹 창업주인 성곡(省谷) 김성곤이 1952년 동양통신을 설립하고, 부사장으로 있다가 1953년 사장이 됐다. 미국 최대 통신사인 UPI통신(당시 명칭 UP통신, 1958년 5월 16일 INS통신과 합병, UPI로 개칭)과 독점 계약을 맺고 창간과 더불어 처음으로 텔레타이프 수신을 시작했다. 매일 9시간 반에 걸쳐 지방 송고함으로써 전국 네트워크를 이뤘다. 휴전 후인 1953년 11월 서울로 올라와 중구 남대문로에 사옥을 정했다. 이후 UPI 외에도 VP(1958), 사이언스 서비스(1958), KEYSTONE(1959), 교도통신(1959), ANSA(1961) 등과 수신 계약을 맺어 미국을 비롯한 유럽, 아시아 여러 나라와 뉴스를 교환했다. 1972년 4월 이동 전송이 가능한 신형 사진 송신기를 도입해 같은해 8월29일부터 9월2일까지 평양에서 열린 남북적십자 제1차회담을 직통 전화선을 이용, 한국 통신 사상 처음으로 평양~서울 간에 전송하는 데 성공했다. 1973년 3월31일 프랑스의 AFP와 독점 계약을 맺었고, 한달뒤 사옥을 종로구 청진동으로 옮겼다. 1980년 12월 언론통폐합의 일환으로 합동통신과의 합병에 의해 연합통신이 발족하면서, 12월 31일자로 폐사했다.

## 출신 인사
(가나다 순)
| - 갈천문 - 김광섭 - 김성곤 - 김원호 - 서병호 - 손호철 - 이영인 - 정태영 | - 최동현 - 최시중 - 한석동 - 한종우 - 허섭 - 현소환 - 홍승희 |